# Liste der Stolpersteine in Frankfurt-Seckbach
Die Liste der Stolpersteine in Frankfurt am Main führt die vom Künstler Gunter Demnig verlegten Stolpersteine in Frankfurt am Main auf. Die Initiative Stolpersteine in Frankfurt am Main e. V. hat seit November 2003 die Verlegung von ca. 2000 Stolpersteinen, mindestens fünf Kopfsteinen und mindestens vier Stolperschwellen veranlasst. Die Initiative wird von der Stadt Frankfurt sowie von zahlreichen Institutionen, darunter das Jüdische Museum und das Institut für Stadtgeschichte unterstützt.
Die Steine erinnern an Menschen, die während der Zeit des Nationalsozialismus verfolgt, verhaftet, gequält, entrechtet, zur Flucht oder zum Suizid getrieben oder ermordet wurden. An ihrem letzten frei gewählten Wohnort in Frankfurt erinnern die Steine an alle Opfer des Nationalsozialismus: an Juden, Sinti und Roma, politisch Verfolgte, Zeugen Jehovas, Homosexuelle und Zwangsarbeiter, an als „asozial“ gebrandmarkte Menschen und an die Opfer der sogenannten „Euthanasie“-Morde an Kranken und Behinderten.
Im Oktober 2018 verlegte Gunter Demnig in Frankfurt den europaweit siebzigtausendsten Stein.
Die Stadtteile sind nach der Liste der Stadtteile von Frankfurt am Main angelegt. In den nicht gelisteten Stadtteilen liegen bislang keine Stolpersteine.
Über die hinter den Namen der Opfer liegenden Links lässt sich die zugehörige Biographie auf der Homepage der Stadt Frankfurt aufrufen.

## Liste
| Adresse                      | Name           | Verfolgungsschicksal                                                 | Verlegedatum | Bild                                                 | Anmerkung |
| ---------------------------- | -------------- | -------------------------------------------------------------------- | ------------ | ---------------------------------------------------- | --------- |
| Gustav-Behringer-Straße 10 · | Julius Lehmann | Julius Lehmann geb. 21.9.1914 deportiert 1942 Region Lublin ermordet | 11. Mai 2012 | Stolperstein Gustav-Behringer-Str. 10 Lehmann Julius |           |
| Gustav-Behringer-Straße 10 · | Max Lehmann    | Max Lehmann geb. 8.12.1904 deportiert 1945 Theresienstadt befreit    | 11. Mai 2012 | Stolperstein Gustav-Behringer-Str. 10 Lehmann Max    |           |